# Фанин (окръг, Джорджия)
Окръг Фанин (на английски: Fannin County) е окръг в щата Джорджия, Съединени американски щати. Площта му е 1013 km², а населението - 21 887 души. Административен център е град Блу Ридж.